# Trophée Kevin-Lowe
Le trophée Kevin-Lowe récompense chaque année le défenseur de hockey sur glace de la  Ligue de hockey junior Maritimes Québec (LHJMQ) qui a eu le plus d'impact sur la défense de son équipe.
Le gagnant est déterminé en regardant le nombre de mises en échec réalisées, la différence +/-, le nombre de buts inscrits.
Le trophée, remis depuis 2005, porte le nom de Kevin Lowe, ancien joueur de la LHJMQ et six fois vainqueur de la Coupe Stanley.

## Lauréats
Ci-dessous sont listés les vainqueurs du trophée
- 2004-2005 : Nathan Saunders, Wildcats de Moncton
- 2005-2006 : Olivier Magnan, Huskies de Rouyn-Noranda
- 2006-2007 : Kristopher Letang, Foreurs de Val-d'Or
- 2007-2008 : Mathieu Bolduc, Saguenéens de Chicoutimi
- 2008-2009 : Maxime Ouimet, Océanic de Rimouski
- 2009-2010 : David Savard, Wildcats de Moncton
- 2010-2011 : Andrew Randazzo, Voltigeurs de Drummondville
- 2011-2012 : Morgan Ellis, Cataractes de Shawinigan
- 2012-2013 : Jonathan Narbonne, Cataractes de Shawinigan et Wildcats de Moncton
- 2013-2014 : Justin Haché, Screaming Eagles du Cap-Breton
- 2014-2015 : Jan Košťálek, Océanic de Rimouski
- 2015-2016 : Allan Caron, Huskies de Rouyn-Noranda
- 2016-2017 : Zachary Lauzon, Huskies de Rouyn-Noranda
- 2017-2018 : Tobbie Paquette-Bisson, Armada de Blainville-Boisbriand
- 2018-2019 : Jacob Neveu, Huskies de Rouyn-Noranda
- 2019-2020 : Adam McCormick, Eagles du Cap-Breton
- 2020-2021 : Noah Laaouan, Islanders de Charlottetown
- 2021-2022 : Noah Laaouan, Islanders de Charlottetown
- 2022-2023 : Tyson Hinds, Phœnix de Sherbrooke
- 2023-2024 : Mikaël Diotte, Voltigeurs de Drummondville
- 2024-2025 : Alex Carr, Huskies de Rouyn-Noranda